# Heteroclita digennaroi
Heteroclita digennaroi är en skalbaggsart som beskrevs av Legrand 2004. Heteroclita digennaroi ingår i släktet Heteroclita och familjen Cetoniidae. Inga underarter finns listade i Catalogue of Life.